# Erich Gerlach (Politiker)
Erich Gerlach (* 17. Juli 1910 in Rheinhausen/Kreis Moers; † 13. November 1972 in Northeim) war ein deutscher Politiker (SAPD, SPD), Wirtschaftswissenschaftler und Herausgeber der Schriften von Karl Korsch.

## Leben
Der Sohn eines Eisenbahnarbeiters und sozialdemokratischen Gewerkschafters legte im Jahr 1929 sein Abitur in Seesen ab und begann anschließend ein Studium der Sozial- und Wirtschaftswissenschaften in Berlin, wo er der KPD beitrat. Nachdem er bei einem Vortrag Karl Korsch kennengelernt hatte und dessen stalinismuskritische Positionen übernommen hatte, wurde er 1932 aus der KPD ausgeschlossen und trat der SAPD bei.
Der im Jahr 1933 an der Goethe-Universität in Frankfurt am Main studierende Gerlach wurde nach der Machtübernahme der NSDAP von der Universität relegiert. Der Senat der Goethe-Universität erließ am 11. Juli 1933 unter Berufung auf einen Erlass des Preußischen Ministerium für Wissenschaft, Kunst und Volksbildung vom 29. Juni 1933 ein Urteil, durch das Gerlach, Eva Reichwein und Peter von Haselberg vom weiteren Universitätsstudium ausgeschlossen wurden, „weil die Angeschuldigten sich in den letzten Jahren während ihrer Zugehörigkeit zur Universität im kommunistischen Sinne betätigt haben“.
Gerlach wechselte danach an die Universität Bern, wo er im Jahr 1936 im Fach Volkswirtschaftslehre promoviert wurde. Anschließend hielt er sich zu Beginn des Bürgerkrieges kurz in Spanien auf, wo er mit der anarchosyndikalistischen CNT eng zusammenarbeitete und kehrte danach nach Deutschland zurück. Er arbeitete als Angestellter und Wirtschaftsberater und wurde im Jahr 1942 zur Wehrmacht eingezogen.
Nach der Befreiung vom Nationalsozialismus im Jahr 1945 trat Gerlach unter Beibehaltung seiner revolutionär-sozialistischen Orientierung der sich rekonstituierenden SPD bei, deren Unterbezirk Northeim er zeitweise vorstand, daneben war er zeitweise Mitglied des Bezirksvorstandes Hannover der SPD. Von 1946 bis 1948 Landrat des Kreises Northeim, wurde er im April 1947 in den Niedersächsischen Landtag von der ersten bis zur siebten Wahlperiode gewählt. Er gehörte dem Landtag bis zu seinem Tod am 13. November 1972 an.
Innerhalb der SPD gehörte Gerlach zum linken Flügel und war Redaktionsmitglied und Autor (häufig unter Pseudonym) der linkssozialistischen Zeitschrift Sozialistische Politik (SoPo), wo er Artikel zu u. a. ökonomischen Themen, zur Theorie und Praxis der Räte und zur spanischen Revolution 1936/37 publizierte. Gerlach ging anders als die meisten anderen SPD-Linken nicht davon aus, dass die Nachkriegs-SPD als sozialistische Partei hätte weiter existieren können. Laut Gerlach entwickelte sich die SPD zu einer den US-amerikanischen Demokraten vergleichbaren bürgerlich-keynesianischen Partei, welche aber zu unterstützen sei, da längerfristig die Existenz einer stabilen parlamentarischen Demokratie und eines regulierten Kapitalismus in der Bundesrepublik die erneute Gefahr faschistischer Herrschaft minimieren würde und bessere Ausgangsbedingungen für eine zukünftige revolutionäre Arbeiterbewegung schaffen würden.
Daneben begann er in den sechziger Jahren mit der Edition der Werke von Karl Korsch und prägte die Korsch-Rezeption des SDS. 1969 wurde er auf Veranlassung von Peter von Oertzen, der Gerlach als „seinen politischen Lehrer“ bezeichnete, als Lehrbeauftragter an die TU Hannover berufen, daneben arbeitete er an Studien zur marxistischen Wirtschaftstheorie und zur spanischen Revolution, welche er aber nicht vollenden konnte.

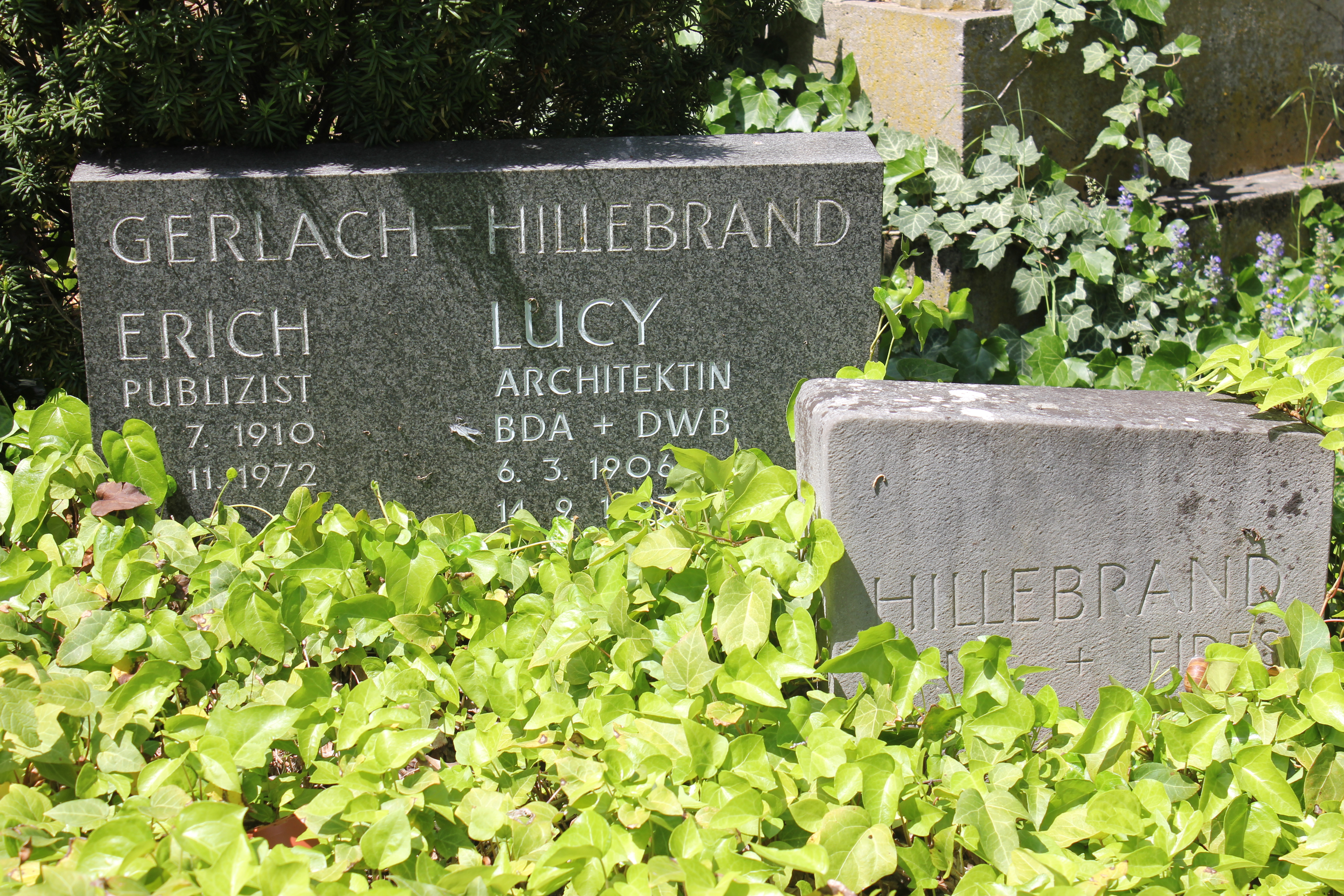
Grab Gerlach-Hillebrand auf dem Hauptfriedhof Mainz

Erich Gerlach war mit der Architektin Lucy Hillebrand verheiratet.

## Ehrungen
- 1966: Großes Verdienstkreuz der Bundesrepublik Deutschland
- Niedersächsischer Verdienstorden, Großes Verdienstkreuz